# Franz Kain
Franz Damasus Kain (* 10. Jänner 1922 in Posern bei Goisern; † 27. Oktober 1997 in Linz) war ein österreichischer Journalist, Schriftsteller und Politiker.

## Leben
Franz Kain wurde am 10. Jänner 1922 als Sohn des Maurers und Hafners Rudolf Kain (* 22. Jänner 1883 in Primesberg bei Goisern) und dessen Ehefrau Josefa (geborene Seitner; * 2. Jänner 1889 in Reiterndorf bei Ischl) in Posern bei Goisern geboren und wurde am 29. Jänner 1922 auf den Namen Franz Damasus getauft. Seine Eltern hatten am 22. Jänner 1914 geheiratet. Nach seiner frühen Schulausbildung besuchte Franz Kain als Externist die katholische Internatsschule Stephaneum in Goisern. Nach seinem Schulabschluss nahm er eine Ausbildung zum Zimmermann auf, die er jedoch abbrach und daraufhin als Holzknecht arbeitete.
Im Alter von noch 14 Jahren wurde er im austrofaschistischen Ständestaat das erste Mal verhaftet und zu drei Wochen Arrest verurteilt, weil er Flugblätter der verbotenen kommunistischen Jugendorganisation KJV verteilt hatte. Nach dem Anschluss Österreichs wurde er am 1. März 1941 ein weiteres Mal verhaftet und in Linz, Wels, St. Pankraz, Berlin-Moabit, Nürnberg, München und Salzburg inhaftiert. Erst im September 1942 wurde er wegen Hochverrats zu drei Jahren Zuchthaus verurteilt und zwei Monate später in die Strafdivision 999 überstellt. Im Zuge der folgenden Kriegseinsätze geriet Franz Kain im Jahr 1943 in Tunesien in amerikanische Kriegsgefangenschaft, aus der er erst 1946 entlassen wurde. Während der Zeit seiner Kriegsgefangenschaft unternahm er erste literarische Versuche.
Nachdem er aus der Kriegsgefangenschaft zurückgekehrt war, war er als Journalist für die kommunistische Tageszeitung Neue Zeit tätig. Ab 1953 war er für einige Jahre in der DDR Korrespondent der Zeitung Volksstimme. Hier machte er die Bekanntschaft zeitgenössischer Lyriker und Schriftsteller der DDR, wie beispielsweise Bertolt Brecht und Anna Seghers.
Seit der zweiten Hälfte der 1950er bis zu seinem Ruhestand im Jahr 1982 war Franz Kain Chefredakteur der Tageszeitung Neue Zeit. Er verstarb 1997 in Linz an einem Krebsleiden, sein Grab befindet sich im Urnenhain Urfahr.

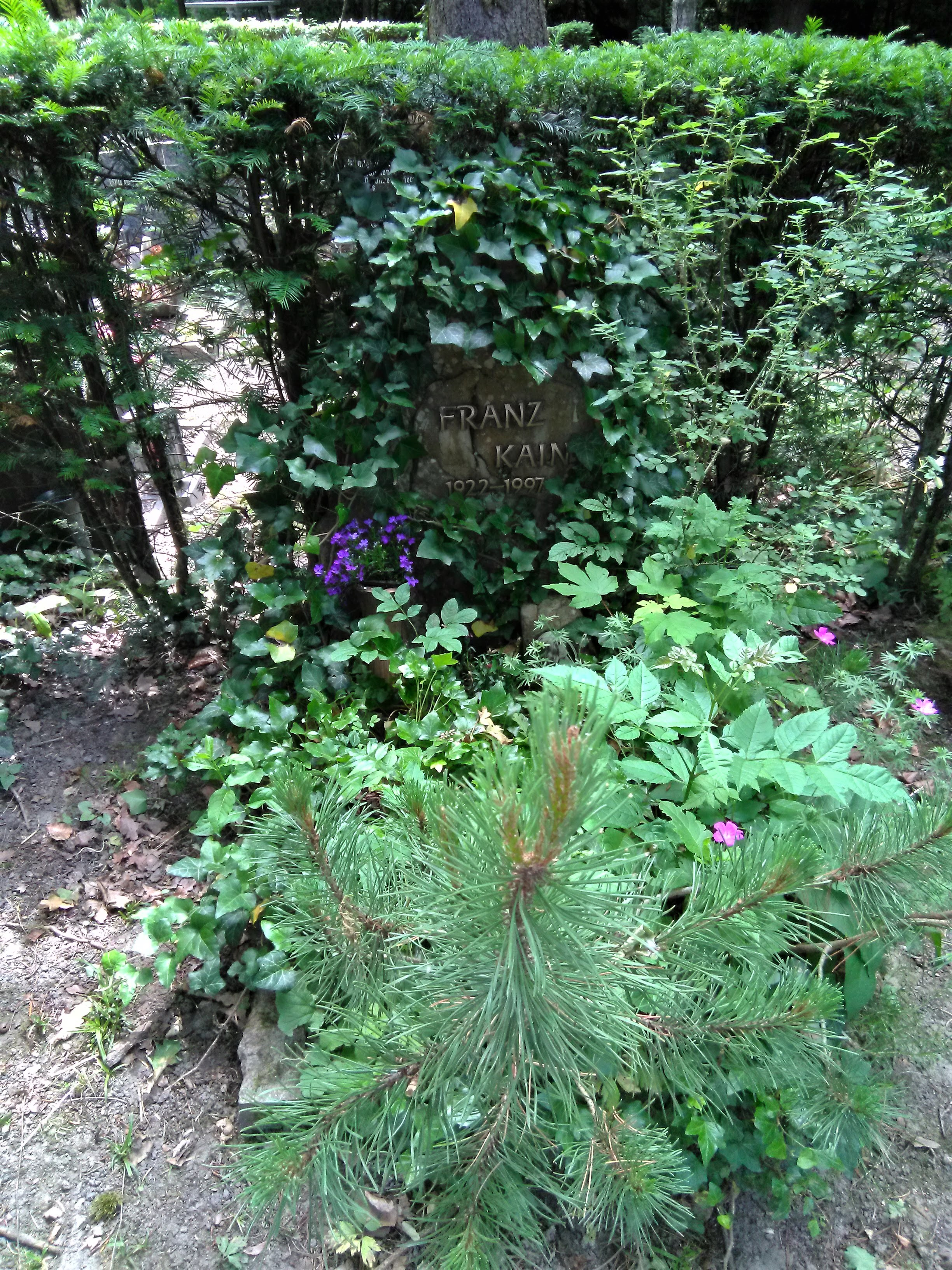
Urnenhain Urfahr, Grabstätte von Franz Kain

## Wirken
Kain trat frühzeitig der KPÖ bei und war bis zu seinem Tod in verschiedenen Funktionen der Partei tätig. Von 1977 bis 1979 und von 1980 bis 1985 war er Gemeinderat der KPÖ in Linz.
Sein literarisches Schaffen umfasst hauptsächlich Romane, Erzählungen und Novellen. Seine Werke wurden größtenteils in der DDR erstveröffentlicht. Franz Kain beteiligte sich auch rege an Autorenlesungen, unter anderem, am „Linken Wort“ im Rahmen des jährlichen „Volksstimmefests“ im Wiener Prater. Die Anerkennung als Schriftsteller blieb ihm in seiner Heimat Österreich lange versagt. Erst kurz vor seinem Tod wurden seine Werke im Verlag Bibliothek der Provinz auch dort verlegt.
Er war Mitglied und Funktionär mehrerer Künstlervereinigungen wie: Grazer Autorenversammlung, März. Von 1972 bis 1985 war er stellvertretender Präsident der Mühlviertler Künstlergilde.

## Ehrungen
Kain wurde mehrfach ausgezeichnet, u. a. mit dem Preis des Kulturministers der DDR, dem Theodor-Körner-Preis sowie mit dem Literaturpreis von Oberösterreich.
Im Jahr 1979 wurde ihm die Professorenwürde angetragen.
Weiterhin erhielt er Auszeichnungen und Ehrenmedaillen der Republik Österreich, der DDR sowie der UdSSR.
1994 den Kulturpreis des Landes Oberösterreich – Großer Preis (Adalbert-Stifter-Preis) und 1989 Kulturpreis des Landes Oberösterreich für Literatur.

## Werke
Romane
- Dann kam die Lawine. Aufbau-Verlag, Berlin 1954.
- Der Föhn bricht ein. Aufbau-Verlag, Berlin 1962; Verlag Bibliothek der Provinz, Weitra 1995, ISBN 3-85252-065-7.
- Das Ende der Ewigen Ruh. Aufbau-Verlag, Berlin 1978; Verlag Bibliothek der Provinz, Weitra 1996, ISBN 3-85252-109-2.
- Am Taubenmarkt. Verlag Bibliothek der Provinz, Weitra 1991, NA 2003, ISBN 3-900878-38-2.
- In Grodek kam der Abendstern. Verlag Bibliothek der Provinz, Weitra 1994, ISBN 3-85252-058-4.

Erzählungen und Novellen
- Romeo und Julia an der Bernauer Straße. Aufbau-Verlag, Berlin 1955; Verlag Bibliothek der Provinz, Weitra 2001, ISBN 3-85252-419-9.
- Die Lawine. Aufbau-Verlag, Berlin 1959; Verlag Bibliothek der Provinz, Weitra 1994, ISBN 3-900878-78-1.
- Die Donau fließt vorbei. Aufbau-Verlag, Berlin 1969; Verlag Bibliothek der Provinz, Weitra 1993, ISBN 3-900878-98-6.
- Der Weg zum Ödensee. Aufbau-Verlag, Berlin 1974; Verlag Bibliothek der Provinz, Weitra 1995, ISBN 3-85252-084-3.
- Das Schützenmahl. Aufbau-Verlag, Berlin 1986.
- Der Schnee war sanft und warm. Verlag Bibliothek der Provinz, Weitra 1989, ISBN 3-900878-17-X.
- Im Brennesseldickicht. Verlag Bibliothek der Provinz, Weitra 1989, ISBN 3-900878-16-1.

## Hörbuch
- Franz Kain: Der Weg zum Ödensee/Ein Hörspiel, Hrsg.: StifterHaus, Zentrum für Literatur und Sprache in OÖ, ISBN 3-900424-51-9

Im Rahmen einer neuen Projektreihe im StifterHaus entstand das Hörspiel unter der Leitung von Thomas Hinterberger. Die Komposition aus Hörspiel und visueller Aufführung wurde ebenfalls im StifterHaus uraufgeführt. Ein gleichnamiger Erzählband im Aufbau Verlag, Berlin ist im Jahr 1973 als letzte Geschichte von Franz Kain erschienen.